# Alwin de Groot
Alwin de Groot (Ede, 1972) is een voormalig Nederlands zwemmer. 

## Biografie
Tijdens de Paralympische Spelen van Barcelona en de Paralympische Spelen van Atlanta behaalde hij zes gouden medailles. Hiernaast won hij vijfmaal zilver en tweemaal brons. Voor zijn goede prestaties is hij opgenomen in het boek Top 500 – beste Nederlandse sporters (1999, Anton Witkamp & Leo van de Ruit).
In 1996 won hij bij de Paralympische Spelen acht medailles, waarvan vijf gouden, twee zilveren en één bronzen. En passant verbeterde hij tijdens deze spelen ook vier wereldrecords, namelijk op de 200 m wisselslag, de 400 m vrije slag, de 100 m rugslag en de 100 m vrije slag. Met 29 medailles eindigde Nederland op de zevende plaats in het landenklassement. Vanwege zijn goede prestaties ontving hij uit handen van Erica Terpstra een lintje (Ridder in de Orde van de Nederlandse Leeuw). 
Op 3-jarige leeftijd werd De Groot getroffen door het syndroom van Waterhouse-Friderichsen. Hij hield er een groeivertraging in beide benen aan over. Het linkerbeen is redelijk volgroeid, het rechterbeen niet. Hij heeft een spitsvoet: de hiel van zijn linkervoet is opgetrokken en de voorvoet naar beneden gericht. Hij kwam uit in de S10-klasse, dat is de wedstrijdklasse voor zwemmers met lichte beperkingen. 
Hij zwom voor De Waterkip (DWK) in zijn woonplaats Barneveld. Hij kwam ook uit in wedstrijden voor niet gehandicapte zwemmers en won ook daar regelmatig medailles.
Eind 1997 besloot hij te stoppen met zwemmen en zich te richten op zijn maatschappelijke carrière.

## Beste uitslagen

### Paralympische Spelen
| Evenement      | Resultaat | Onderdeel                      |
| -------------- | --------- | ------------------------------ |
| Atlanta 1996   | brons     | 4 x 100 m wisselslag           |
| Atlanta 1996   | goud      | 400 m vrije slag in 4.26,55 WR |
| Atlanta 1996   | goud      | 200 m wisselslag in 2.19,75 WR |
| Atlanta 1996   | zilver    | 100 m vlinderslag in 1.03,02   |
| Atlanta 1996   | goud      | 100 m vrije slag in 0.57,24 WR |
| Atlanta 1996   | zilver    | 100 m schoolslag in 1.18,19    |
| Atlanta 1996   | goud      | 100 m rugslag in 1.04,10 WR    |
| Atlanta 1996   | goud      | 50 m vrije slag in 26,52       |
| Barcelona 1992 | zilver    | 4 x 100 m wisselslag           |
| Barcelona 1992 | brons     | 400 m vrije slag in 4.35,52    |
| Barcelona 1992 | zilver    | 200 m wisselslag in 2.27,33    |
| Barcelona 1992 | zilver    | 100 m vrije slag in 59,33      |
| Barcelona 1992 | goud      | 100 m rugslag in 1.05,19       |